# Иван Велков (ВМОК)
Вижте пояснителната страница за други личности с името Иван Велков.
Иван Велков е български свещеник и революционер, войвода на Върховен македоно-одрински комитет.

## Биография
Иван Велков е роден в петричкото село Долене, тогава в Османската империя. През 1893 година е ръкоположен за свещеник. Присъединява се към Върховния комитет и е войвода на доленската чета в Горноджумайското въстание в 1902 година. Умира в 1940 година.